# ريتشارد بوهاغيار
ريتشارد بوهاغيار (بالإنجليزية: Richard Buhagiar)‏ هو لاعب كرة قدم ومدرب كرة قدم أسترالي ومالطي في مركز الدفاع، ولد في 17 مارس 1972 في نيوساوث ويلز في أستراليا. شارك مع منتخب مالطا تحت 21 سنة لكرة القدم ومنتخب مالطا لكرة القدم. أما مع النوادي، فقد لعب مع سلايما واندريرز ونادي فلوريانا ونادي مارساشلوك.

## وصلات خارجية
- ريتشارد بوهاغيار على موقع قاعدة بيانات كرة القدم.إي يو (الإنجليزية)
- ريتشارد بوهاغيار على موقع ناشيونال فوتبول تيمز (الإنجليزية)
- ريتشارد بوهاغيار على موقع عالم كرة القدم.نت (الإنجليزية)